# Callionymus martinae
 Callionymus martinae és una espècie de peix de la família dels cal·lionímids i de l'ordre dels cipriniformes que es troba a Taiwan.